# Agenția de Stat pentru Proprietatea Intelectuală a Republicii Moldova
| Necesită actualizare | Acest articol nu are o infocasetă. Poți adăuga o infocasetă, astfel încât articolul să arate asemănător cu articolele standard din acest domeniu. Vezi și Categorie:Formate Infobox, Categorie:Infocasete și Proiect:Infocasete. Ștergeți acest format dacă ați introdus deja o infocasetă. |

Agenția de Stat pentru Proprietatea Intelectuală a Republicii Moldova (abreviat AGEPI) este o autoritate administrativă centrală în subordinea Guvernului Republicii Moldova, responsabilă de promovarea și realizarea activităților în domeniul protecției juridice a proprietății intelectuale privind drepturile de proprietate industrială, dreptul de autor și drepturile conexe. AGEPI are statut de persoană juridică cu sediul în municipiul Chișinău, cu o denumire oficială, o denumire prescurtată în limba de stat și o ștampilă cu Stema de Stat a Republicii Moldova.
La nivel internațional, AGEPI reprezintă Republica Moldova în Organizația Mondială a Proprietății Intelectuale (OMPI), în alte organizații internaționale, regionale și interstatale pentru protecția proprietății intelectuale, întreține și dezvoltă relații de colaborare cu acestea, precum și cu instituțiile de profil ale altor state.
Serviciile AGEPI sunt prestate conform Sistemului de Management al Calității ISO 9001:2015, ceea ce garantează calitate în conformitate cu standardele internaționale.

## Funcții
AGEPI exercită următoarele funcții: 
- planifică din punct de vedere strategic și implementează obiectivele de dezvoltare a sistemului național de proprietate intelectuală;
- organizează și gestionează funcționarea sistemului național de proprietate intelectuală în conformitate cu legislația Republicii Moldova și cu tratatele internaționale la care Republica Moldova este parte;
- asigură promovarea propunerilor referitoare la cadrul normativ privind protecția proprietății intelectuale și perfecționarea legislației naționale în domeniu, avizează proiecte de acte normative elaborate de alte autorități publice;
- prestează servicii aferente domeniului proprietății intelectuale, în conformitate cu legislația.

## Atribuții
AGEPI are următoarele atribuții:
- recepționează și examinează cererile pentru acordarea protecției, acordă și eliberează, în numele statului, titluri de protecție pentru obiectele de proprietate intelectuală, conform legislației în domeniul proprietății intelectuale;
- gestionează și depozitează registrele naționale ale cererilor depuse și registrele naționale ale titlurilor de protecție acordate pentru invenții, soiuri de plante, topografii de circuite integrate, mărci, desene și modele industriale, registrele naționale ale indicațiilor geografice protejate, denumirilor de origine protejate și specialităților tradiționale garantate, registrul de stat al obiectelor protejate de dreptul de autor și drepturile conexe, registrele naționale ale contractelor de licență, de cesiune, de gaj și de franchising referitoare la obiectele de proprietate industrială, registrul de stat al titularilor marcajelor de control, registrele naționale ale mandatarilor autorizați și evaluatorilor în domeniul proprietății intelectuale;
- administrează, stochează și dezvoltă bazele de date în domeniul proprietății intelectuale în conformitate cu legislația;
- elaborează, coordonează și execută programe și acorduri de colaborare cu alte țări și/sau organizații internaționale în domeniul său de activitate;
- elaborează și implementează programe de formare continuă și de perfecționare a specialiștilor în domeniul proprietății intelectuale;
- organizează cursuri de pregătire și de perfecționare a consilierilor, a mandatarilor autorizați și a evaluatorilor în domeniul proprietății intelectuale și eliberează certificate de calificare profesională;
- desfășoară activități editoriale în limita funcțiilor atribuite, editează și publică Buletinul Oficial de Proprietate Intelectuală și alte publicații destinate promovării domeniului proprietății intelectuale;
- elaborează și aprobă regulamente și instrucțiuni, formulare-tip și alte acte de procedură necesare executării prevederilor legislației în domeniul proprietății intelectuale;
- monitorizează activitatea Comisiei de contestații, Comisiei de mediere și a Arbitrajului specializat în domeniul proprietății intelectuale;
- organizează și participă la expoziții, simpozioane, conferințe, concursuri, seminare și la alte activități naționale sau internaționale în domeniul proprietății intelectuale;
- acordă, la solicitare, servicii și consultanță în domeniul proprietății intelectuale;
- înregistrează contractele de cesiune, de licență, de gaj și de franchising ale drepturilor privind obiectele de proprietate industrială;
- publică datele privind cererile din domeniul proprietății intelectuale și titlurile de protecție;
- asigură evidența, stocarea și completarea colecției de documente și publicații de specialitate din domeniul proprietății intelectuale;
- efectuează, la cerere și contra plată, cercetări documentare în domeniul proprietății industriale;
- recepționează și examinează cererile și actele necesare pentru înregistrarea solicitanților în Registrul de stat al titularilor marcajelor de control;
- eliberează marcaje de control pentru titularii drepturilor asupra exemplarelor unor opere sau fonograme înregistrați la AGEPI;
- efectuează, la cererea organelor competente, examinarea exemplarelor unor opere sau fonograme și întocmește rapoarte de constatare tehnico-științifică și de expertiză;
- avizează, monitorizează și supraveghează activitatea organizațiilor de gestiune colectivă a dreptului de autor și/sau a drepturilor conexe.

## Scurt istoric
Din momentul în care Republica Moldova și-a obținut independența, a fost necesară crearea unei instituții cu un cadru juridic delimitat în domeniul proprietății intelectuale (PI).
Astfel, la 25 noiembrie 1991, primul președinte al Republicii Moldova, Mircea Snegur, semnează Decretul nr. 238 cu privire la Agenția de Stat pentru Drepturile de Autor a Republicii Moldova (ADA), aflată în subordinea Guvernului, al cărei scop este asigurarea protecției juridice a drepturilor de autor și a drepturilor conexe.
În același context, la 25 mai 1992, prin decretul Președintelui RM nr. 120, este instituită Agenția de Stat pentru Protecția Proprietății Industriale a Republicii Moldova pe lângă Ministerul Economiei și Finanțelor al RM, al cărui obiectiv principal consta în protejarea, din punct de vedere juridic, a proprietății industriale pe teritoriul Republicii Moldova. Conform Hotărârii Guvernului nr. 595 din 8 septembrie 1992 cu privire la aprobarea Regulamentului Agenției de Stat pentru Protecția Proprietății Industriale a Republicii Moldova, este aprobată lista statelor de funcții și, din aceeași zi, începe activitatea propriu-zisă a Agenției.
În anul 1995, în temeiul art. 37 al Legii nr. 461/1995 privind brevetele de invenție, prin Hotărârea Guvernului nr. 743/1996, AGEPI obține statutul de întreprindere de stat în subordinea Guvernului.
În anul 2004, la 13 septembrie, în baza Codului cu privire la știință și inovare, are loc fuzionarea celor 2 agenții, ADA și AGEPI, și este aprobat statutul și structura Agenției de Stat pentru Proprietatea Intelectuală, AGEPI rămânând în subordinea Guvernului.
Zece ani mai târziu, la 3 iulie 2014, în Parlament, este adoptată Legea cu privire la Agenția de Stat pentru Proprietatea Intelectuală, lege ce presupune modificarea statutului Agenției, din întreprindere de stat în instituție publică în subordinea Guvernului. Ulterior, în decembrie 2018, instituția publică „Agenția de Stat pentru Proprietatea Intelectuală” este reorganizată prin transformare în autoritate administrativă centrală „Agenția de Stat pentru Proprietatea Intelectuală”, în subordinea Guvernului.
De-a lungul timpului au fost aprobate un șir de legi ce țin de protecția juridică a proprietății intelectuale, primele fiind Legea nr. 293/1994 privind dreptul de autor și drepturile conexe; Legea nr. 461/1995 privind brevetele de invenție; Legea nr. 588/1995 privind mărcile și denumirile de origine a produselor; Legea nr. 915/1996 privind protecția soiurilor de plante; Legea nr. 991/1996 privind protecția desenelor și modelelor industriale; Legea nr. 655/1999 privind protecția topografiilor circuitelor integrate.
Din anul 2007, datorită evoluării sistemului național de PI și a tendinței de apropiere a  sistemului de standardele europene, sunt adoptate, modificate sau completate o serie de legi în domeniul proprietății intelectuale, și anume Legea nr.161/2007 privind protecția desenelor și modelelor industriale, Legea nr. 38/2008 privind protecția mărcilor, Legea nr. 39/2008 privind protecția soiurilor de plante, Legea nr. 50/2008 privind protecția invențiilor, Legea nr. 66/2008 privind protecția indicațiilor geografice, denumirilor de origine și specialităților tradiționale garantate și Legea nr.139/2010 privind dreptul de autor și drepturile conexe.
În 2008, prin Hotărârea Guvernului RM nr. 489/2008, este instituită Comisia națională pentru proprietatea intelectuală (CNPI), care este un organ consultativ pe lângă Guvern și,al cărui scop este coordonarea și asigurarea interacțiunii ministerelor, altor autorități administrative centrale, precum și a titularilor drepturilor de PI în activitățile orientate spre dezvoltarea și consolidarea sistemului național de proprietate intelectuală,  combaterea și prevenirea încălcărilor drepturilor de proprietate intelectuală și lupta cu contrafacerea și pirateria în Republica Moldova.

## Cooperarea internațională
Pe plan internațional, AGEPI își inițiază activitatea începând cu anul 1993. Astfel, la 11 martie se adoptă Hotărârea Parlamentului Republicii Moldova privind aderarea Republicii Moldova la Convenția pentru Instituirea Organizației Mondiale a Proprietății Intelectuale și Convenția de la Paris pentru Protecția Proprietății Industriale. De asemenea, în același an, la fel prin Hotărârea Parlamentului, Republica Moldova aderă la Aranjamentul de la Madrid privind înregistrarea internațională a mărcilor și Tratatul de cooperare în domeniul brevetelor (PCT).
În aceeași ordine de idei, la 12 martie 1993 este semnat Acordul privind măsurile de protecție a proprietății industriale și crearea Consiliului Interstatal pentru Problemele Protecției Proprietății Industriale (CSI). La sfârșitul anului 1993, Președintele Republicii Moldova semnează Decretul de aderare la Aranjamentul de la Haga privind depozitul internațional de desene și modele industriale; Tratatul de la Budapesta privind recunoașterea internațională a depozitului microorganismelor în scopul asigurării protecției lor prin brevete și Tratatul de la Nairobi privind protecția simbolului olimpic.
În 1995, la 22 iunie, sunt ratificate Convenția Internațională de la Roma pentru ocrotirea drepturilor interpreților, ale producătorilor de fonograme și ale organizațiilor de difuziune, precum și Convenția de la Berna privind protecția operelor literare și artistice.
La 22 septembrie, același an, Parlamentul ratifică Tratatul privind dreptul mărcilor (TLT) (Geneva) și Convenția Eurasiatică privind brevetele (Moscova).
În 1995, la 13 martie, este semnat Acordul de cooperare cu Oficiul European de Brevete (OEB), iar în februarie 1996 Republica Moldova devine membru al Convenției Eurasiatice privind brevetele. În 1997, Moldova decide să adere la Convenția internațională privind protecția noilor soiuri de plante (UPOV – Uniunea Internațională pentru Protecția Noilor Soiuri de Plante). Trei ani mai târziu, RM aderă la Aranjamentul de la Madrid privind sancțiunile pentru indicațiile false sau înșelătoare de proveniență a produselor, precum și la Aranjamentul de la Lisabona privind protecția denumirilor de origine și înregistrarea internațională a acestora. În 2001, Moldova aderă la Organizația Mondială a Comerțului și, implicit, la Acordul privind aspectele drepturilor de proprietate intelectuală legate de comerț (TRIPs).
În contextul apropierii sistemului național de PI de standardele europene, la 26 iunie 2012, la Bruxelles, Republica Moldova și Uniunea Europeană semnează Acordul cu privire la protecția indicațiilor geografice ale produselor agricole și alimentare, care, ulterior, a fost încorporat în Acordul de Asociere între Republica Moldova, pe de o parte, și Uniunea Europeană și Comunitatea Europeană a Energiei Atomice și statele membre ale acestora, pe de altă parte (Bruxelles, 2014). 
În același an, în cadrul Conferinței Diplomatice de la Beijing, Republica Moldova semnează, împreună cu alte 47 de țări, Tratatul OMPI privind interpretările audiovizuale, al cărui obiectiv este consolidarea statutului interpreților în industria audiovizuală prin asigurarea unui cadru legal internațional bine structurat și echilibrat, astfel fiind reglementată pentru prima dată protecția interpreților într-un mediu digital. 
La 22-23 octombrie 2012, în cadrul unei vizite a Directorului General al OMPI Francis Gurry, la Chișinău este semnat Memorandumul de Înțelegere dintre Guvernul Republicii Moldova și Organizația Mondială a Proprietății Intelectuale privind cooperarea în domeniul PI.
În luna iunie a anului următor, în cadrul Conferinței Diplomatice de la Marrakesh, Republica Moldova semnează Tratatul OMPI privind facilitarea accesului la operele publicate pentru persoanele cu deficiențe de vedere sau persoanele cu capacitate limitată de percepere a informației tipărite. Iar în octombrie 2013, la München, Germania, Directorul general al AGEPI și Președintele OEB semnează Acordul dintre Guvernul Republicii Moldova și Organizația Europeană de Brevete privind validarea brevetelor europene pe teritoriul Republicii Moldova.
În prezent, Republica Moldova este parte la 39 de convenții, aranjamente, tratate și acorduri multinaționale și bilaterale în domeniul proprietății intelectuale. AGEPI, în calitate de autoritate responsabilă de administrarea sistemului  de proprietate intelectuală, asigură colaborarea, pe bază de parteneriat reciproc avantajos, cu o serie de organizații internaționale și oficii naționale de specialitate, cu 42 dintre acestea fiind semnate acorduri și programe de colaborare.

## Cooperarea națională
Cooperarea la nivel național ține, în mare parte, de promovarea sistemului național de protecție, respectare și valorificare a drepturilor de proprietate intelectuală (DPI), creșterea nivelului de cunoaștere în materie de PI, sensibilizarea și conștientizarea publicului cu privire la avantajele protecției și necesitatea respectării DPI, rolul pe care îl are proprietatea intelectuală în dezvoltarea socioeconomică a țării. Această colaborare se realizează în baza a peste 50 de acorduri bilaterale în domeniul proprietății intelectuale dintre AGEPI și alte entități din RM, cum ar fi autoritățile publice, instituțiile din domeniul științei și inovării, instituțiile de învățământ superior, bibliotecile, uniunile inventatorilor, compozitorilor, artiștilor etc.

## Cele mai importante evenimente ce au marcat activitatea AGEPI
Printre cele mai importante inițieri ce au marcat activitatea AGEPI sunt: 
- Depunerea primei cereri de brevet la 26 ianuarie 1993 (invenția „Băutură nealcoolică” solicitată de Matveenco Mihail);
- Înregistrarea de către AGEPI a primilor mandatari autorizați (reprezentanți în proprietatea intelectuală) ai Republicii Moldova (24 aprilie 1993);
- Apariția primului număr al Buletinului Oficial de Proprietate Industrială la data de 30 octombrie 1993, care ulterior (septembrie 2015) apare sub numele de Buletin Oficial de Proprietate Intelectuală (BOPI);
- Eliberarea, la 4 februarie 1994, a Certificatului nr.1 de înregistrare a mărcii (Combinatul de piei artificiale și articole tehnice de cauciuc din Chișinău);
- Eliberarea, la 12 mai 1994, a Brevetului nr.1 al Republicii Moldova (pentru a asigura protecția unui procedeu de fabricare a adaosului alimentar din materie vegetală);
- Eliberarea, la 31 ianuarie 1995, a Certificatului nr. 1 de înregistrare a desenului/modelului industrial (Fabrica de mobilă „Viitorul”);
- Eliberarea, la 30 aprilie 1995, a Certificatului nr. 1 de înregistrare a modelului de utilitate (titular Emanuil Mitnic);
- Desfășurarea primei ediții a Simpozionului „Lecturi AGEPI”, care devine apoi simpozion internațional și se organizează în fiecare an – 24 octombrie 1997;
- Desfășurarea primei ediții a Expoziției Internaționale Specializate „INFOINVENT”, organizate de  către AGEPI și CIE „Moldexpo” S.A. - 28-31 octombrie 1999;
- Deschiderea oficială a Institutului de Proprietate Intelectuală din cadrul AGEPI - 1 octombrie 2000;
- Lansarea paginii web oficiale a AGEPI (2001);
- Lansarea, în anul 2003, a concursului „Marca comercială a anului” în cadrul expoziției „Fabricat în Moldova”, eveniment organizat în parteneriat cu Camera de Comerț și Industrie a R.M. și Asociația Națională a Producătorilor;
- Atestarea primilor evaluatori ai obiectelor de proprietate intelectuală și înmânarea certificatelor de calificare, înscrierea acestora în Registrul național al evaluatorilor OPI (2004);
- Lansarea, în ianuarie 2009, a unui nou tip de servicii – prediagnoza proprietății intelectuale – concept european în sprijinul întreprinderilor mici și mijlocii (IMM);
- Instituirea Observatorului respectării drepturilor de proprietate intelectuală - 29 iulie 2011;
- Publicarea de către AGEPI, în parteneriat cu Misiunea EUBAM, a primului „Raport național privind respectarea drepturilor de proprietate intelectuală în Republica Moldova, 2012”, ediție anuală, care are ca scop analiza fenomenelor de contrafacere și piraterie, precum și recomandarea unor soluții eficiente pentru contracararea acestor flageluri;
- Lansarea sistemului informațional de depunere online a cererilor de brevetare/înregistrare a OPI și achitare a taxelor, utilizând semnătura electronică (2013);
- Implementarea în cadrul AGEPI a Sistemului de Management al Calității (SMC), conform cerințelor standardului ISO 9001:2008 (iulie 2013), recertificat mai târziu conform standardului ISO 9001:2015 (octombrie 2017);
- Integrarea serviciilor AGEPI în portalul guvernamental unic al serviciilor www.servicii.gov.md, care oferă oportunitatea oricărei persoane interesate să aplice pentru obținerea unui drept de PI (2014);
- Organizarea de către AGEPI a primei reuniuni a Subcomitetului pentru Indicații Geografice, instituit în conformitate cu art. 306 al Acordului de Asociere între RM și UE, AGEPI având calitatea de organ responsabil de implementarea în RM a prevederilor Acordului de Asociere în materie de PI, inclusiv în domeniul IG (2015);
- Aderarea AGEPI, în 2015, la instrumentul de căutare Global Brand Database, instrument creat și gestionat de către OMPI;
- Adoptarea deciziei de protecție pe teritoriul UE a indicațiilor geografice: Valul lui Traian, Codru, Ștefan Vodă, dar și a indicației geografice Divin, utilizate pentru produsul „rachiu de vin învechit”, fabricat pe întreg teritoriul Republicii Moldova. Decizia a fost adoptată la Bruxelles, Belgia, în cadrul celei de-a 2-a Reuniuni a Subcomitetului pentru IG (2016);
- Lansarea primei ediții a Concursului în domeniul proprietății intelectuale, adresat tinerilor din Republica Moldova și România care studiază în instituțiile de învățământ general din clasele a IX-XII-a, profesional tehnic, secundar și profesional tehnic post-secundar. Concursul este organizat de AGEPI, în parteneriat cu Ministerul Educației al RM, Oficiul de Stat pentru Invenții și Mărci din România și Oficiul Român pentru  Drepturile de Autor (2017);
- Aderarea AGEPI la instrumentele de căutare TMview și Designview, puse la dispoziție de Oficiul Uniunii Europene pentru Proprietate Intelectuală (EUIPO) (2017);
- Aderarea AGEPI la programul TMclass al EUIPO și la instrumentul de căutare Global Design Database al OMPI (2018);
- Lansarea Hărții interactive a produselor tradiționale din Republica Moldova protejate prin indicații geografice și cu potențial de a fi protejate prin IG (2019);
- Aderarea AGEPI la instrumentul de clasificare DesignClass, elaborat de EUIPO (2019);
- Înregistrarea primei specialități tradiționale garantate din Republica Moldova – desertul tradițional moldovenesc „PRUNE UMPLUTE CU MIEZ DE NUCĂ” (2019);
- Aderarea AGEPI la serviciul online de depunere a cererilor Madrid e-Filing, Republica Moldova devenind prima țară din sud-estul Europei care oferă serviciul de depunere online a cererilor pentru utilizatorii sistemului de la Madrid (2020);
- Aderarea AGEPI la serviciul PCT Paperless Service, care oferă posibilitatea transmiterii electronice a documentelor dintre AGEPI, în calitate de oficiu receptor pentru cererile internaționale de brevet de invenție depuse prin sistemul PCT, și OEB, în calitatea sa de Autoritate Internațională de documentare PCT (2020);
- Implementarea Platformei informaționale în domeniul protecției drepturilor de proprietate intelectuală - e-IPR, sistem informațional interdepartamental comun care asigură schimbul de date interinstituțional și contribuie la informarea societății cu privire la respectarea drepturilor de PI (2021).